# Ligne de Vogüé à Lalevade-d'Ardèche
La ligne de Vogüé à Lalevade-d'Ardèche est une ancienne ligne de chemin de fer secondaire à écartement standard et à voie unique non électrifiée du département de l'Ardèche. Elle permettait à la haute-vallée de l'Ardèche d'être reliée au réseau principal. Elle se raccordait en gare de Vogüé à la ligne du Teil à Alès et était connectée à la ligne, en impasse, de Saint-Sernin à Largentière.
Elle constituait la ligne 806 000 du réseau ferré national.

## Historique

### Concession et déclaration d'utilité publique
La concession à titre éventuel du tronçon de Vogüé à Aubenas a été accordé à titre éventuel à la Compagnie des chemins de fer de Paris à Lyon et à la Méditerranée en tant qu'embranchement « d'un chemin de fer allant de la ligne de Nîmes à Alais, près d'Alais, à celle de Privas à Livron, près du Pouzin » par une convention entre le ministre secrétaire d'État au département de l'Agriculture, du Commerce et des Travaux publics et la compagnie signée le 1er mai 1863. Cette convention a été approuvée par un décret impérial le 11 juin 1863. Cette ligne est déclarée d'utilité publique par un décret impérial le 29 mai 1867, rendant la concession définitive,. Le tracé de la ligne est fixé par un décret impérial le 2 avril 1870.
Le tronçon d'Aubenas à Lalevade-d'Ardèche est quant à lui concédé, sous l'intitulé chemin de fer « d'Aubenas à Prades, » à la Compagnie des chemins de fer de Paris à Lyon et à la Méditerranée par une convention entre le ministre des Travaux publics et la compagnie signée le 3 juillet 1875. Cette convention a été approuvée à la même date par une loi qui déclare simultanément la ligne d'utilité publique,.
Le 27 avril 1906, la « ligne du Puy à Nieigles-Prades » (Lalevade - Parades), qui doit prolonger la ligne de Vogüé afin de réaliser le chemin de fer transcévenol, est déclarée d'utilité publique et concédée au PLM qui réalise d'importants travaux, principalement en Haute-Loire. Cette ligne, jamais achevée, sera déclassée en 1939 sans que le moindre chantier sur la section partant directement de Lalevade ait été entrepris. Le tunnel du Roux et une partie de la plateforme sont les seuls ouvrages réalisés du côté ardéchois. 

### Mise en service
- De Vogüé à Aubenas, le 18 août 1879[8].
- D'Aubenas à Lalevade-d'Ardèche, le 30 octobre 1882[8].

### Fermeture aux voyageurs
- De Vogüé à Lalevade-d'Ardèche, le 9 mars 1969[8].

Fermeture aux marchandises :
- De Vogüé à Lalevade-d'Ardèche, le 1er avril 1988[1].

### Déclassement
La ligne est officiellement fermée le 1er avril 1988. Elle est retranchée du réseau ferroviaire et déclassé en totalité (PK 693,214 à 711,797) par un décret du 20 septembre 1991.

## Lignes affluentes
- Ligne de Brives-Charensac (Le Puy) à Lalevade-d'Ardèche
- Ligne de Saint-Sernin à Largentière
- Ligne du Teil à Alès

## Description de la ligne

### Ouvrages d'art

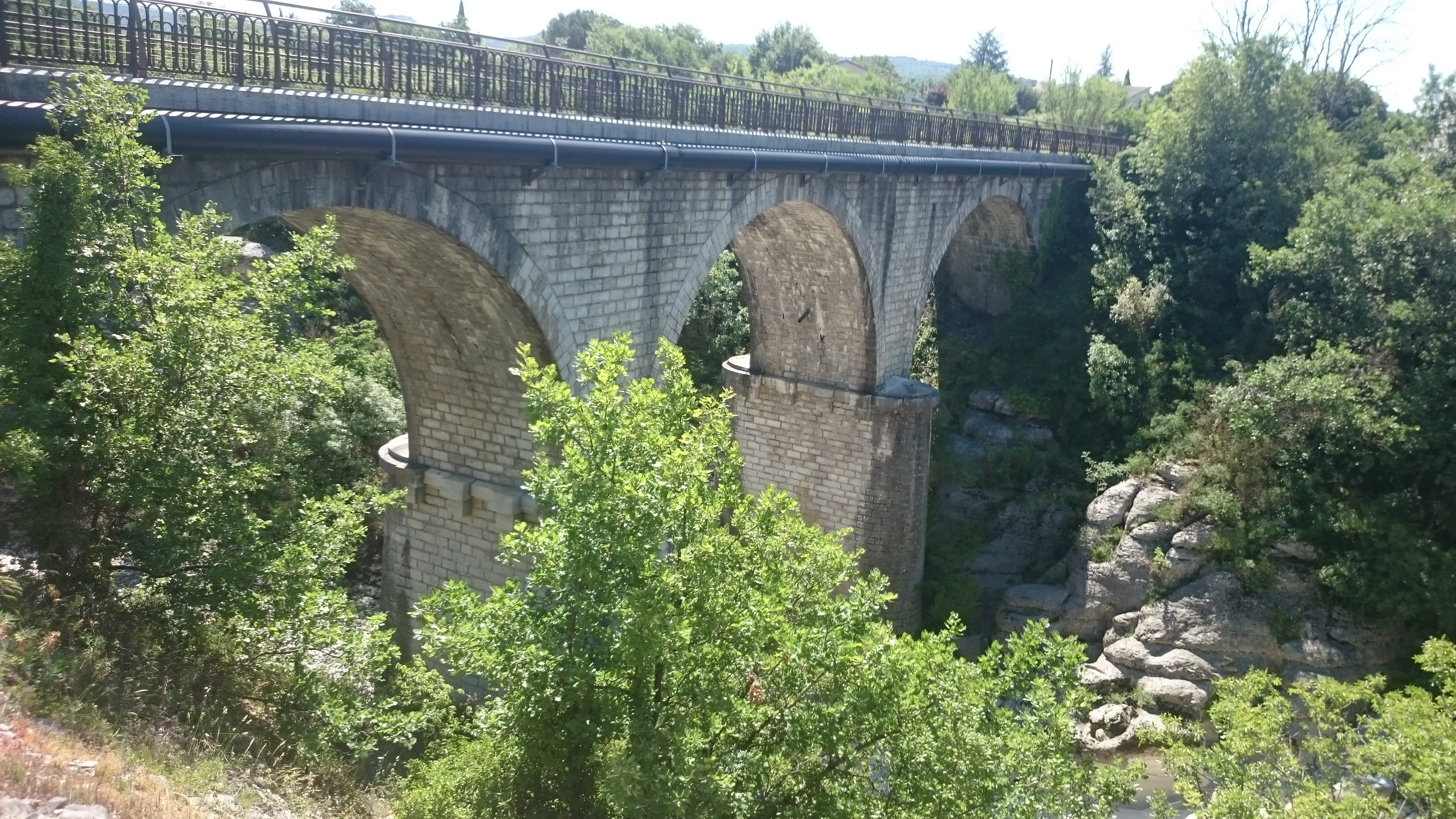
Viaduc sur l'Auzon, accueillant en 2019 une voie verte.
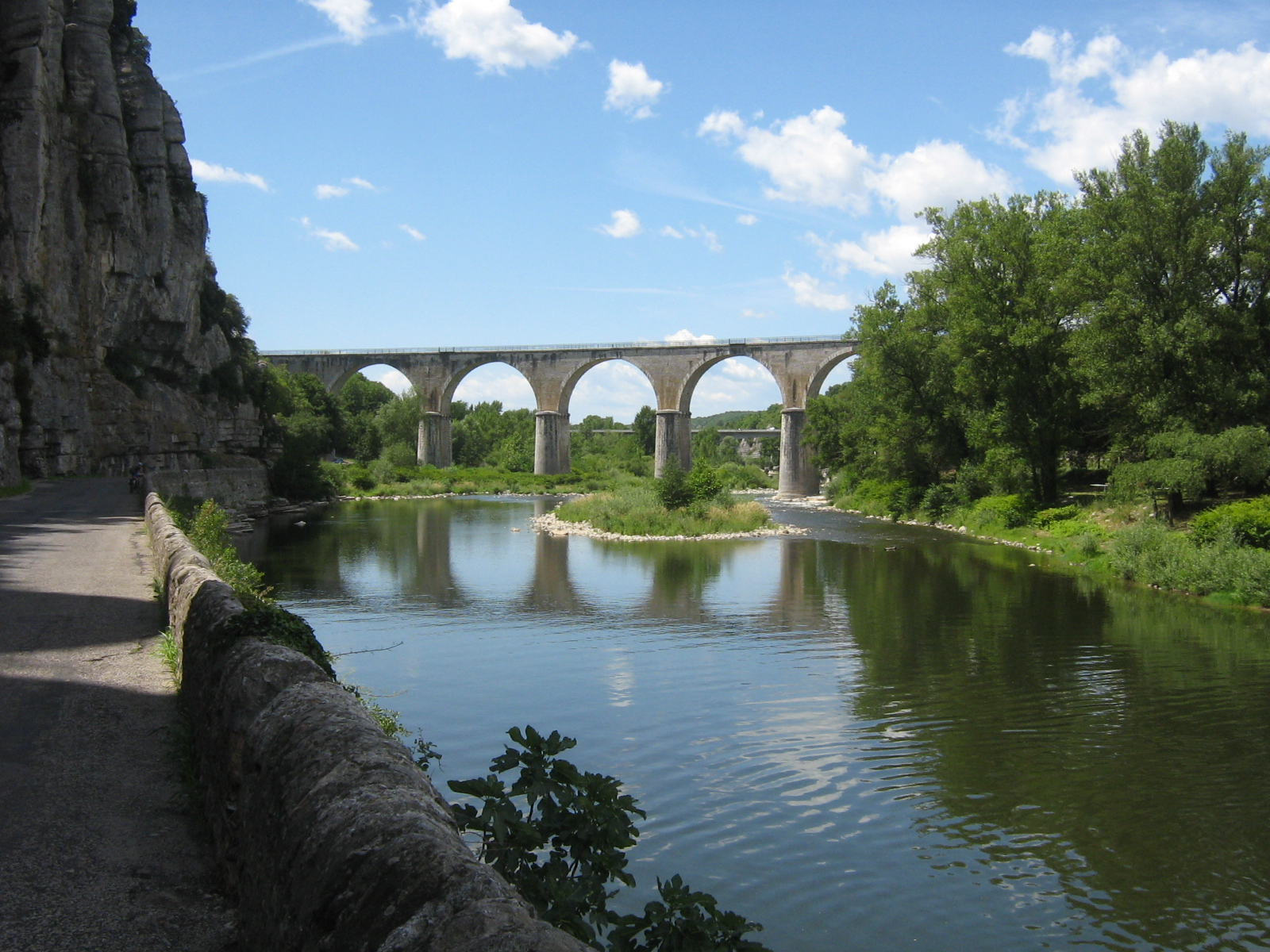
Viaduc de Vogüé sur l'Ardèche.
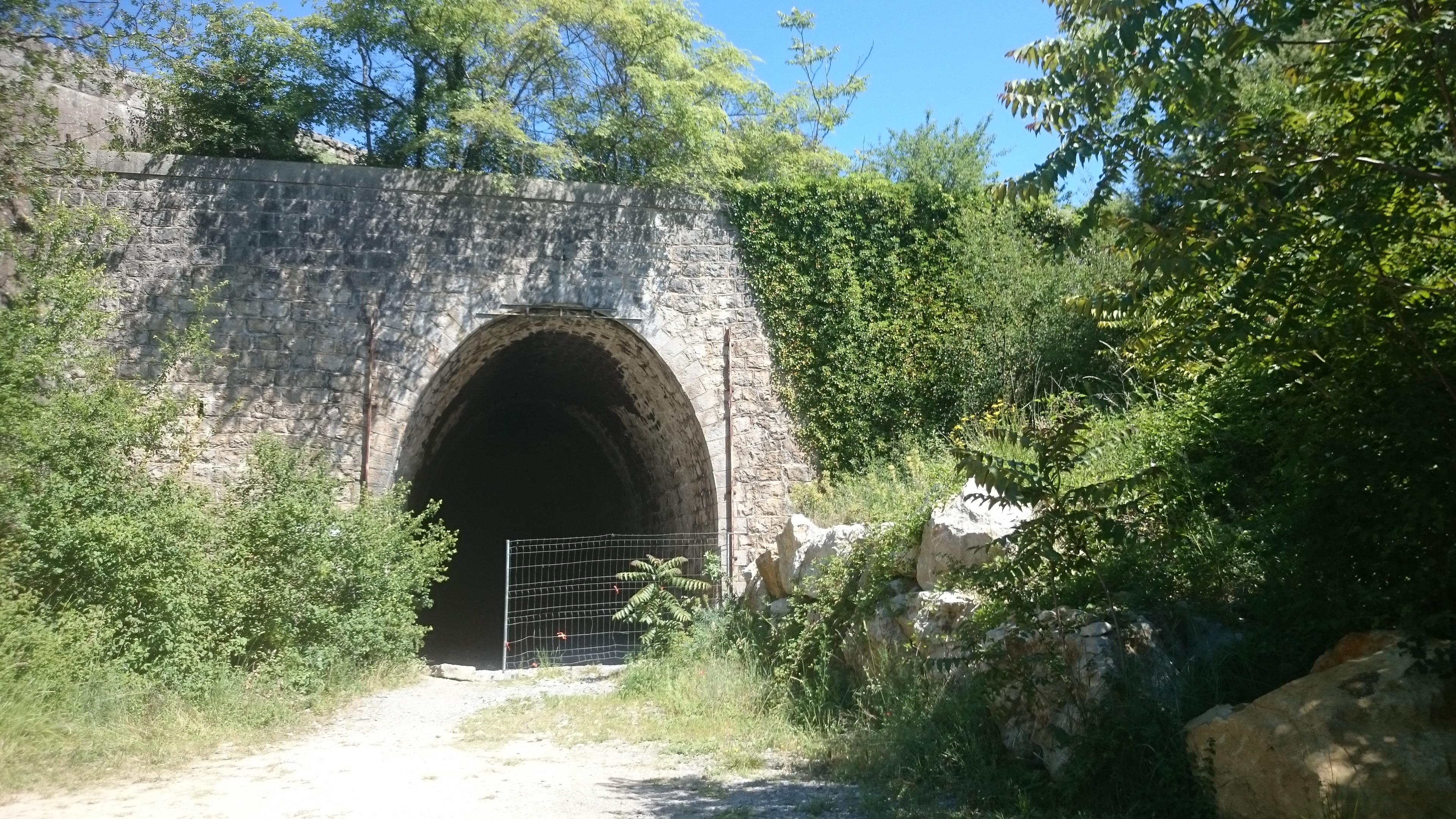
Entrée sud-est du tunnel de l'Écluse. Anciennement utilisé par l'association Viaduc07.
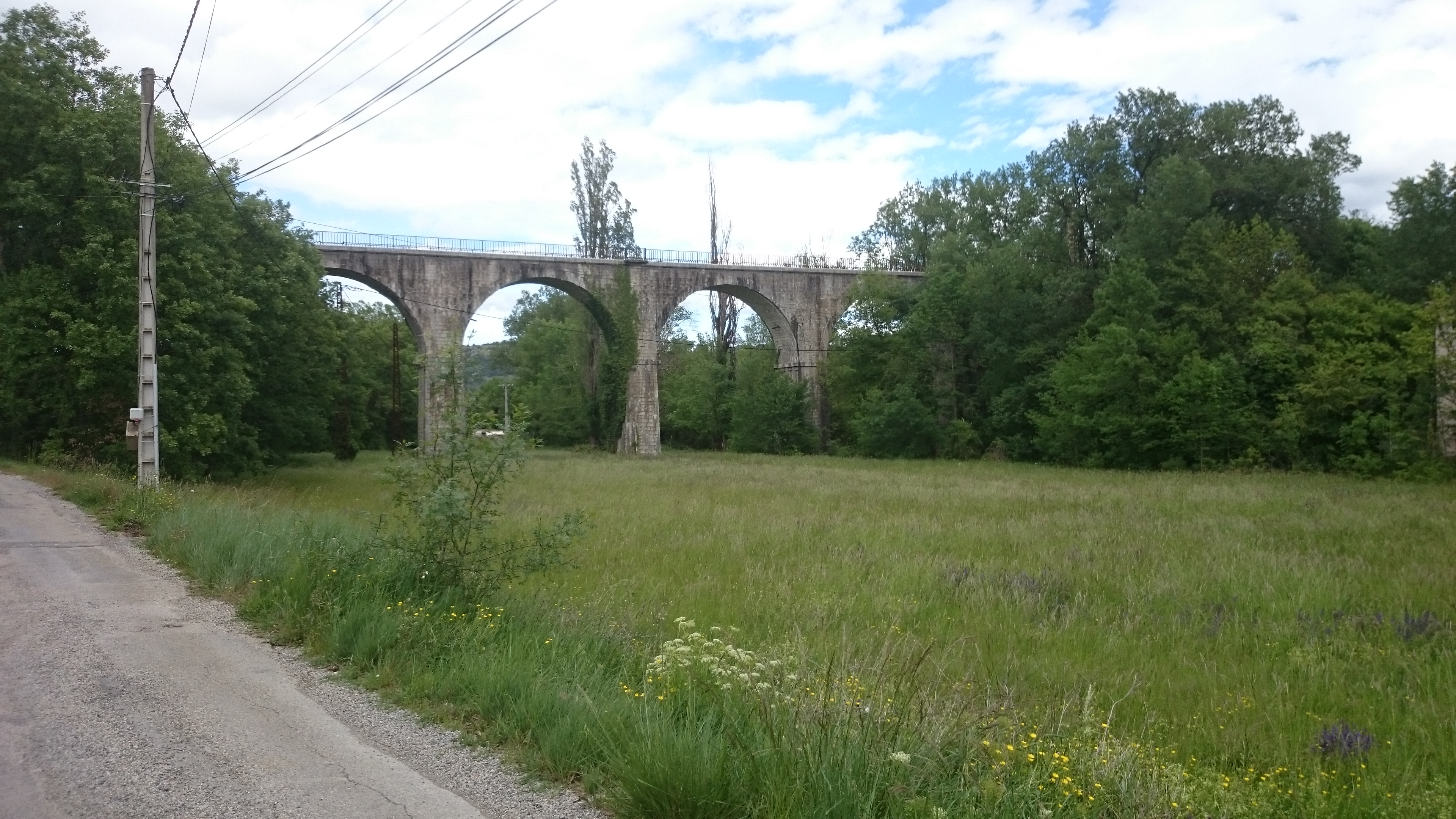
Viaduc du Trésor sur la commune de Saint-Sernin (Ardèche) en 2019.
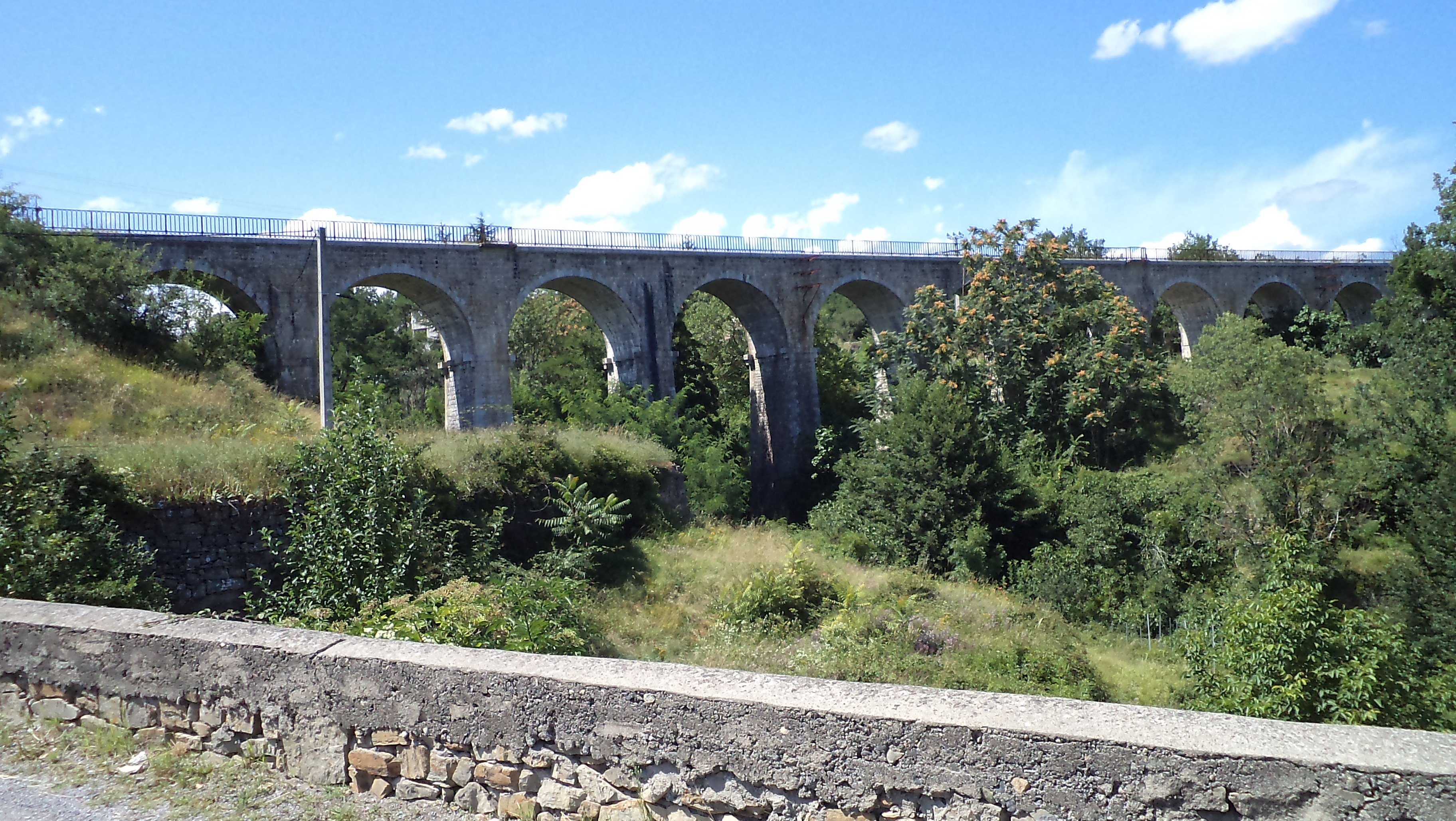
Viaduc de Riampont, dit "de La Mure" en 2012. Commune de Saint-Étienne-de-Fontbellon.

## Gares
Elle desservait les gares de :
- Aubenas
- Labégude-Vals-les-Bains
- Lalevade-d'Ardèche
- Pont d'Aubenas
- Saint-Sernin
- Vogüé

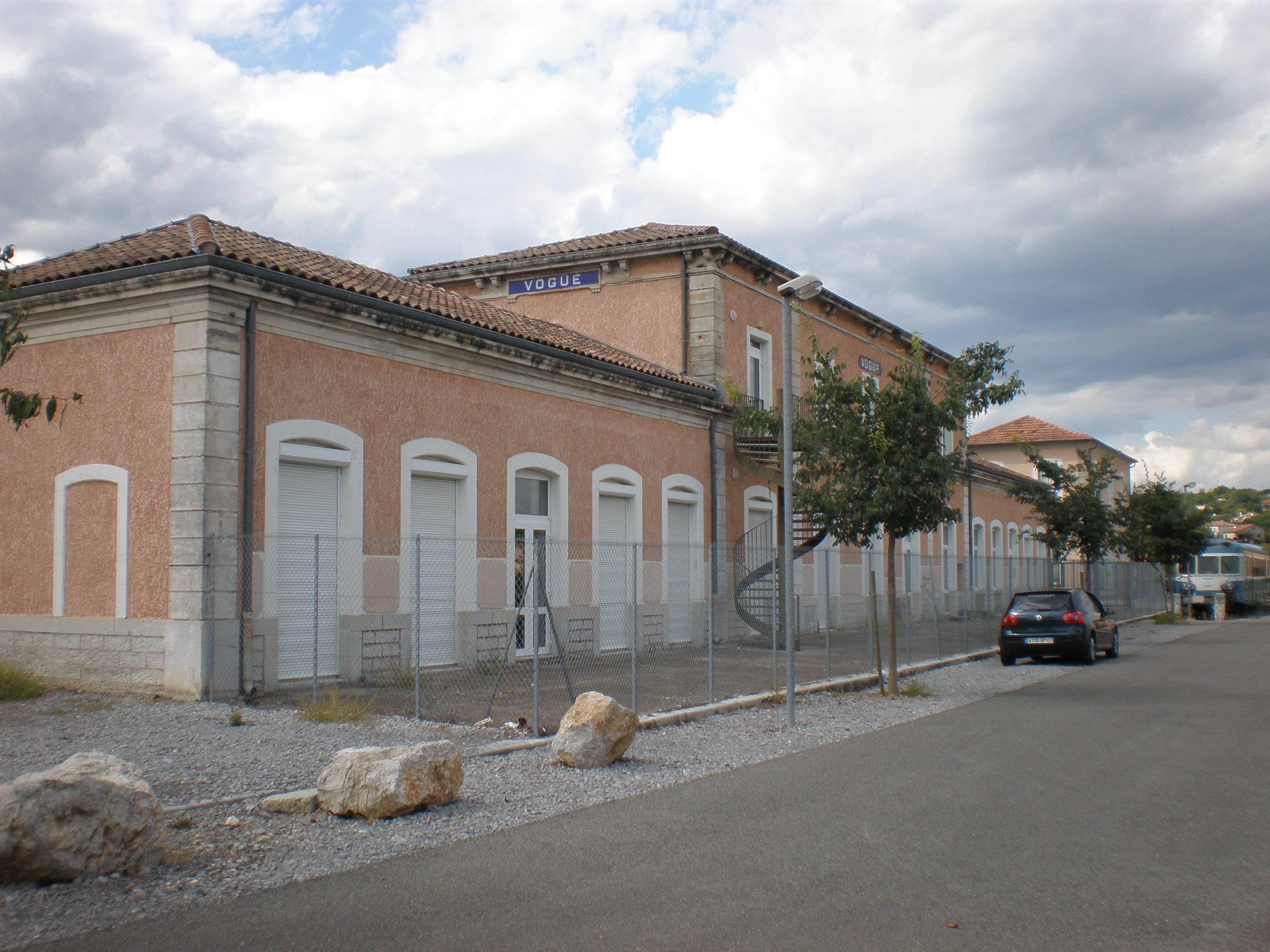
Gare de Vogüé en 2009.
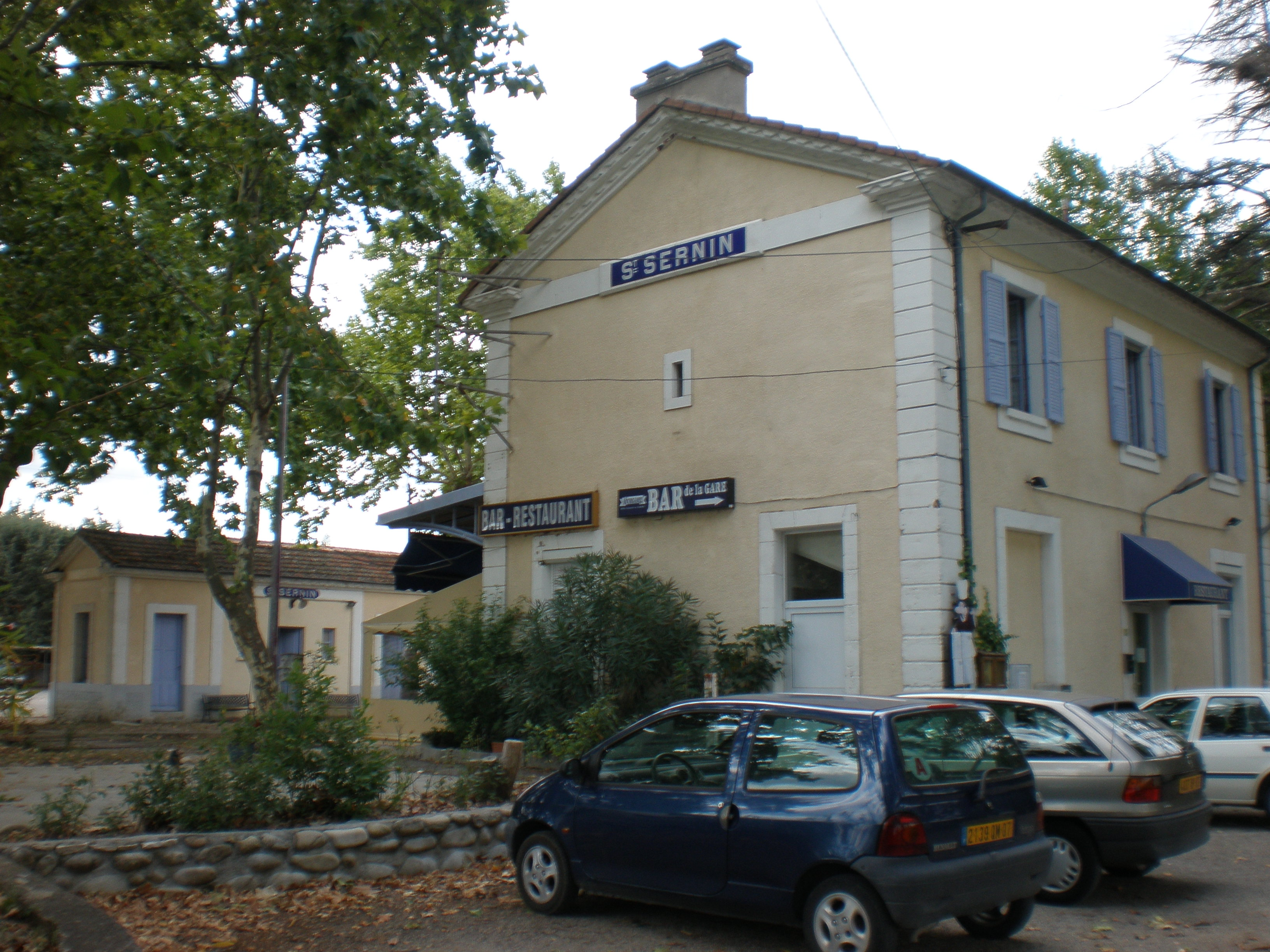
Ancienne gare de Saint-Sernin.
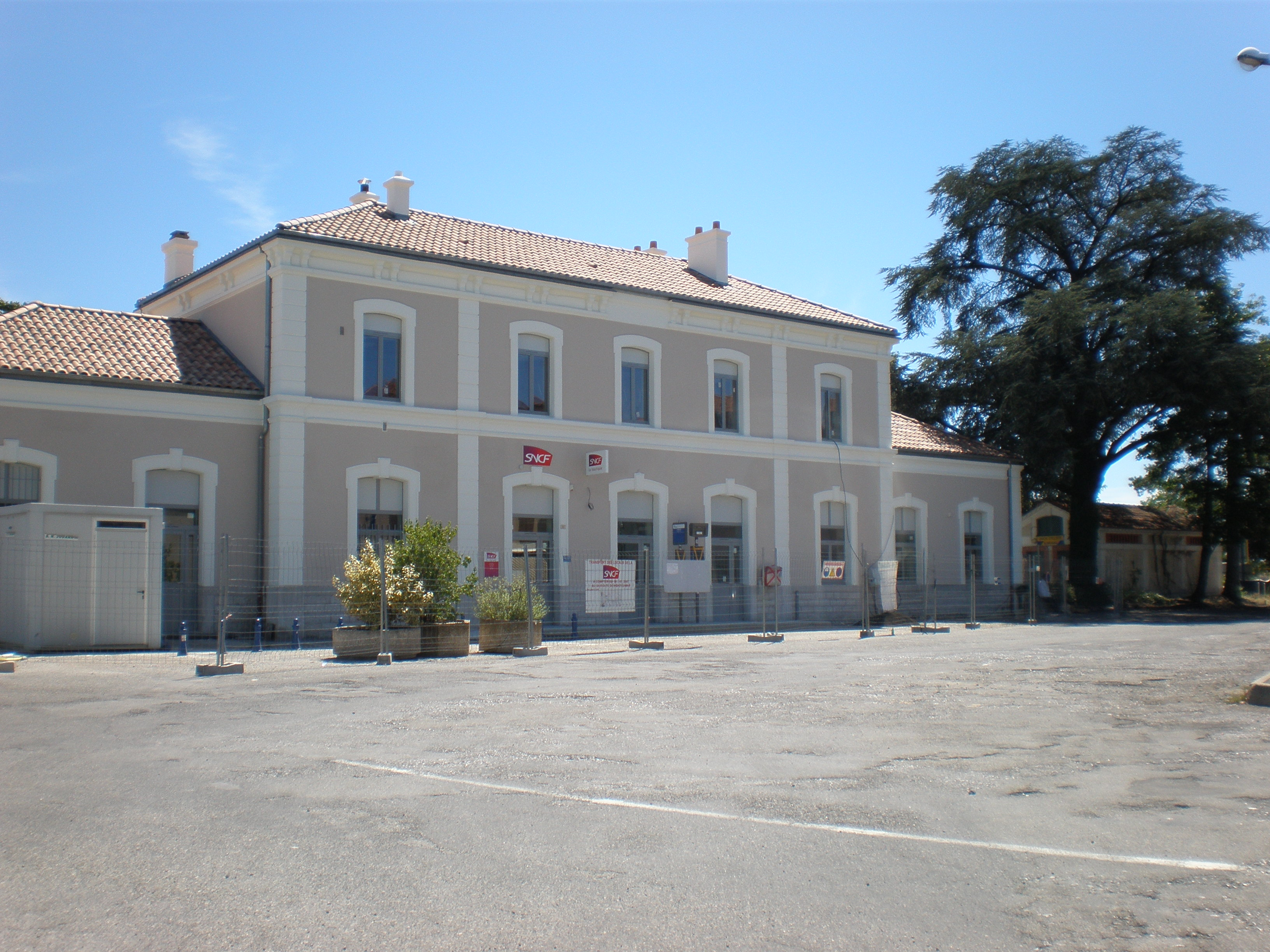
Gare d'Aubenas.
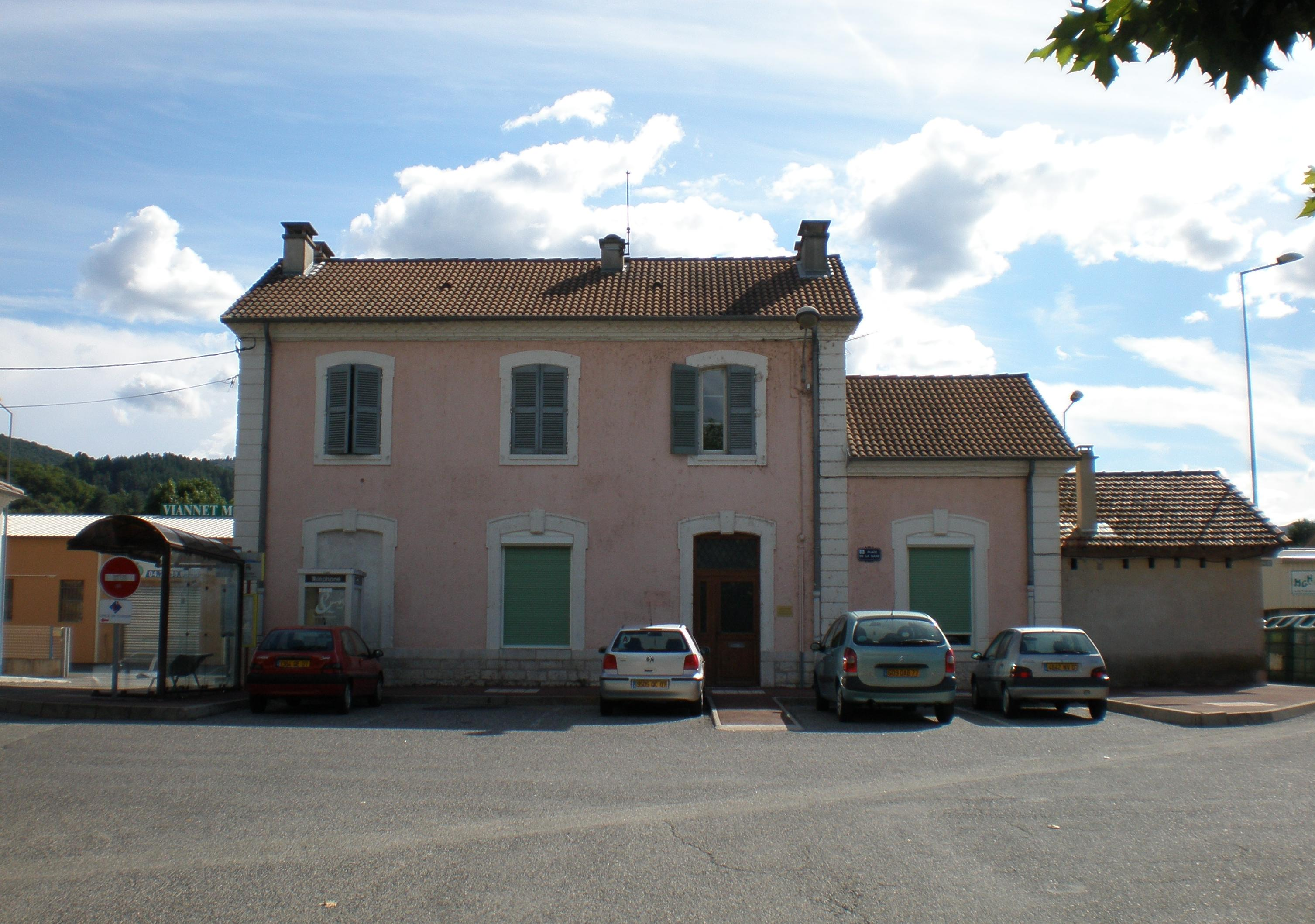
Gare de Lalevade-d'Ardèche en 2009.

## Exploitation
Après sa fermeture au trafic SNCF, un court tronçon de la ligne a été exploité entre 1992 et 2012 par le Train touristique de l'Ardèche méridionale entre la gare de Vogüé et le tunnel de l'Écluse ; ce dernier exploitait aussi la ligne du Teil à Alès entre Vogüé et Saint-Jean-le-Centenier.

## Projets
Une voie verte est en cours de construction. Deux tronçons existent déjà entre Vogüé-Gare et le tunnel de l'Écluse,, et sur la commune de Saint-Sernin.

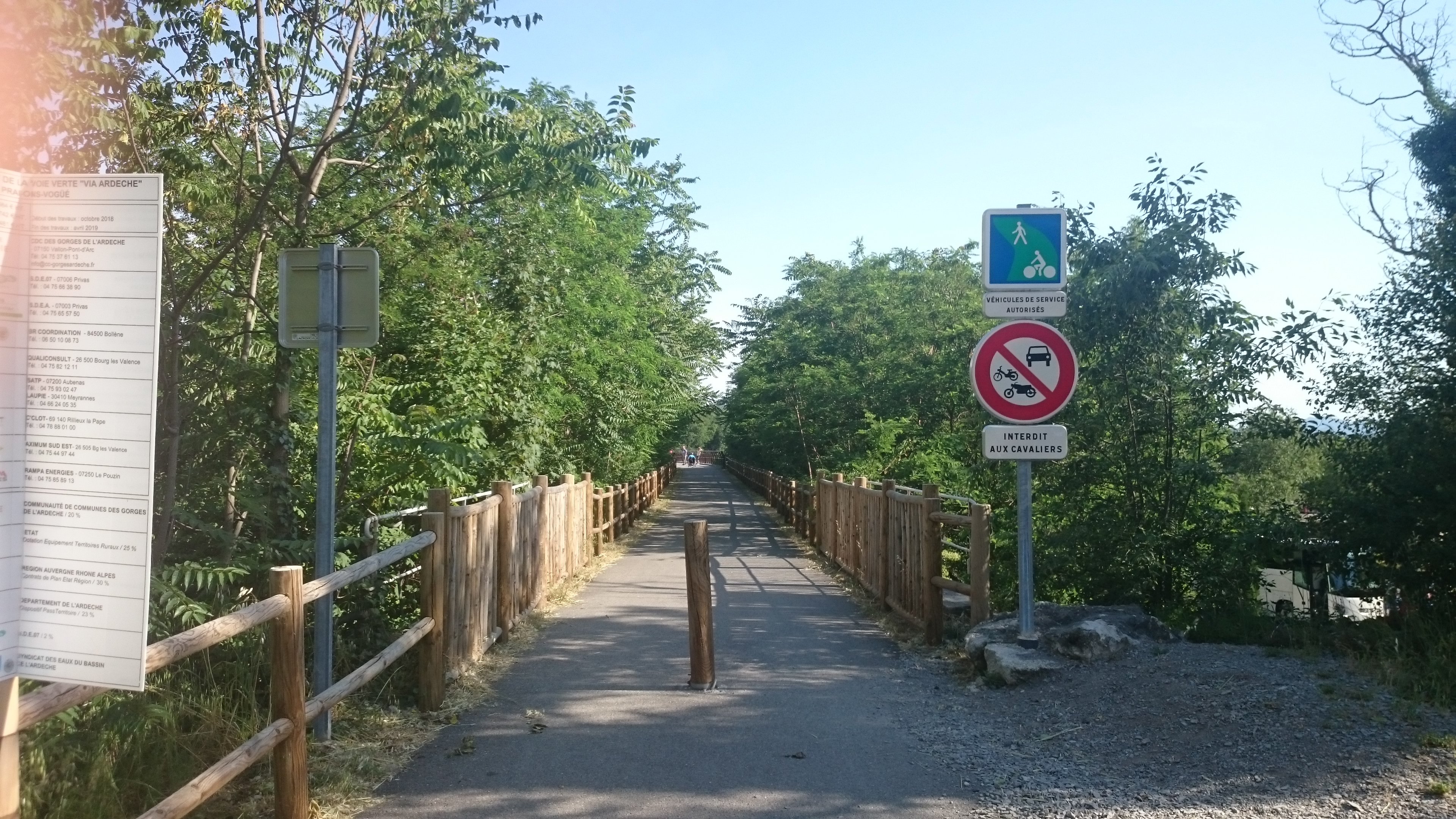
La voie verte entre le viaduc de Vogüé-Gare et le tunnel de l'Écluse.
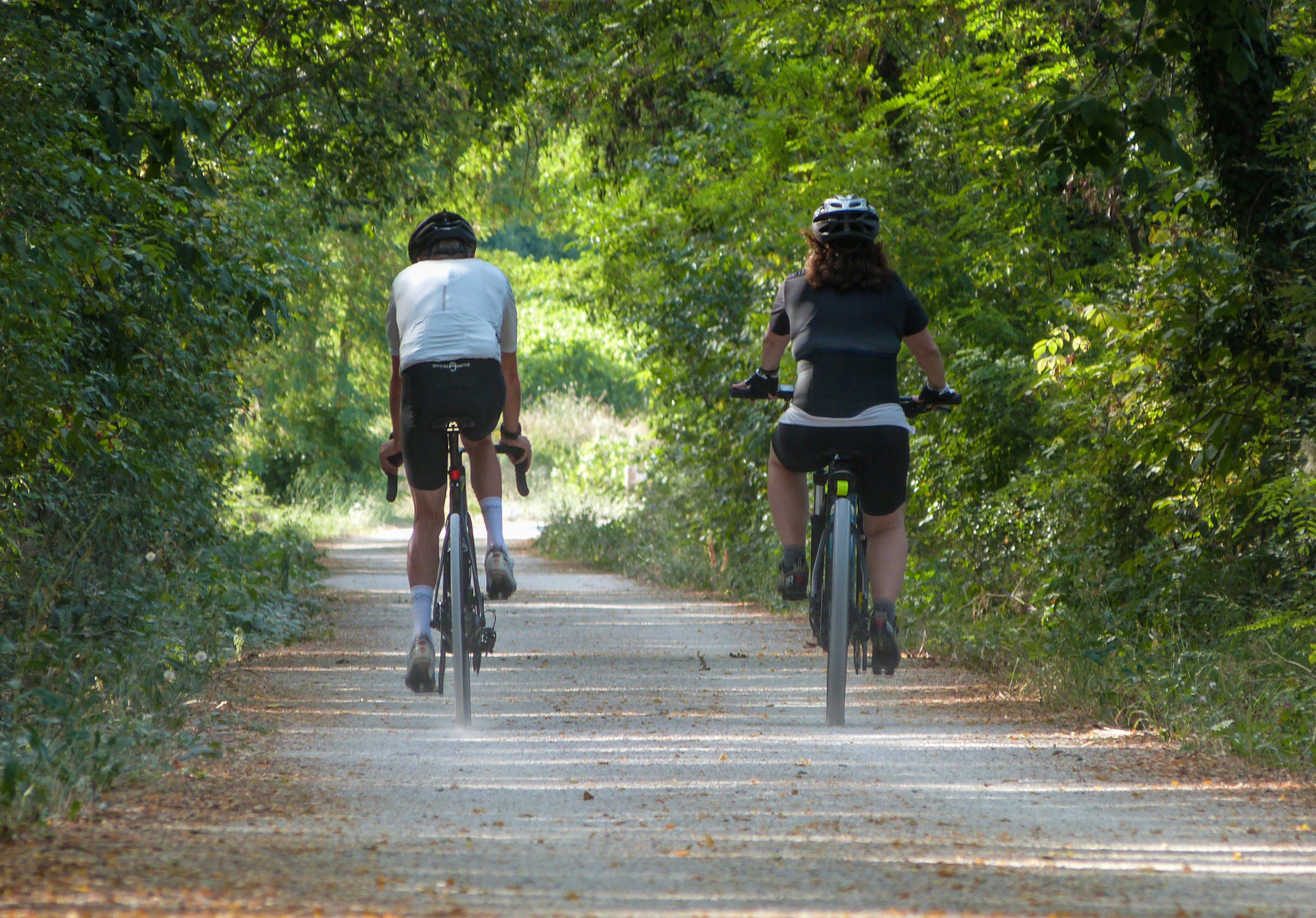
Cyclistes sur la voie verte Via Ardèche en direction de Saint-Sernin.